# Remy de Pillecyn
Remy de Pillecyn (Oost-Vlaanderen 1920 — Herentals 1986) was een Vlaams kunstschilder. Typerend in zijn werk is tristesse en onbestemde melancholie.
De Pillecyn had een voorliefde voor verdwaalde figuren, bohemiens of clowns. Ook personages uit het werk van Felix Timmermans sieren zijn doeken.
In 1985, kort voor zijn dood, werd een kunstboek uitgebracht, onder redactie van Jan Modest Goris, in opdracht van het Centrum voor Kunst en Cultuur, Stadhuis Herentals, met tekstuele bijdragen van Paul Koeck, Louis Neefs, Miel Cools en Jos Ghysen, die hij allen ook schilderde.